# 2026年冬季奥林匹克运动会吉尔吉斯斯坦代表团
2026年冬季奥林匹克运动会吉尔吉斯斯坦代表团是吉尔吉斯斯坦所派出的第25届冬季奥林匹克运动会代表团。这是该国第九次参加冬季奥运。

## 高山滑雪
吉尔吉斯斯坦迄今已有一名男子高山滑雪运动员通过基本配额认证。

## 越野滑雪
吉尔吉斯斯坦迄今已有一名男子越野滑雪运动员通过基本配额认证。